# Frenetica
Frenetica – drugi album niemieckiego zespołu Marquess, wydany 29 czerwca 2007.

## Lista utworów
1. Mañana
2. Vayamos Compañeros
3. En España
4. You and not Tokio
5. No Importa
6. El Temperamento
7. La Discoteca
8. Puerta de la Noche
9. Radio Increible
10. Todo Bien Mariha (feat. Mariha)
11. Lo Siento y Adios
12. Dove Ti Porta

## Single
1. Vayamos Compañeros
2. You and not Tokio
3. No Importa